# Tathorhynchus leucobasis
Tathorhynchus leucobasis là một loài bướm đêm trong họ Erebidae.